# Милица Стојадиновић (одбојкашица)
Милица Стојадиновић (Београд, 18. новембар 1939 — Београд, 6. април 2016) била је најмлађа југословенска репрезентативка у одбојци, одбојкашки тренер, новинар.

## Спортска биографија
Одбојку је почела да игра 1951. са 12 година у Трговачком. Прешла је у Поштар 1952, а 1956. у Партизан, где је остала до 1971, кад одлази у Раднички (1973—74). Играчку каријеру завршила је у
Младости из Вршца (1975—1977).
У репрезентацију Југославије позвана је 1954 са 14 и по година, где је одиграла 107 утакмица. У периоду од 1962. до престанка играња за репрезентацију 1971. била је њен капитен. Са репрезентацијом је учествовала на 2 европска првенства 1958. и 1963 и на две универзијаде 1961 и 1965.
У клупској каријери најдуже је била у Партизану са којим је освојила 6 државних првенстава (1956—1961. и 1968.) и 2 пута освојила Куп Југославије у одбојци 1959. и 1960. Са Партизаном је играла у четвртфиналу Купа шампиона 1961.
Десет пута је проглашена за најбољу одбојкашицу Југославије, а 7 пута за најбољу спортисткињу ЈСД Партизан.
Тренерско звање стекла је 1968. Као тренер радила је у Партизану. Поштару (где је водила и мушку екипу) и Обилићу.
Била главни и одговорни уредник Партизановог весника (1983—92), председник Међународне комисије СОФК Србије, члан Муђународне комисије СФК Југославије, први председник Удружења државних репрезентативаца основаног 2000. године. Остала јој је необјављена књига о њеном великом пријатељу Душку Радовићу.
Добитник је Мајске награде СФКЈ (1967) и Спортског савеза Србије за животно дело (2013) и Златне плакете ОСС (2009). Одликована је Орденом заслуга за народ са сребрном звездом (1975).
Умрла је у Београду 6. априла 2016. у 76. години.

## Занимљивости
- У доба беспарице ЖОК Партизана (клуб је касније расформиран) као капитен организовала је акцију да играчице саме прикупе новац за пут на првенствену утакмицу у Ријеци, али после победе нису имале паре за повратак. њене сузе су гануле неког гледаоца, који име је из свог Џепа платио карте за повратак.
- Једном је била умешана у међународни скандал. После пораза од турског првака Сава Гроздановић, тренер Панатинаикоса, повао ју је као појачање. Грчки првак је у реваншу надокнадио пропуштено, али је неко из Београда то пријавио ЦЕВу. Случај се завршио одустајањем грчког првака.